# Утраченные грёзы
«Утраченные грёзы» (итал. Un marito per Anna Zaccheo) — итальянский фильм-драма 1953 года режиссера Джузеппе Де Сантиса.

## Сюжет
Анна молодая, бедная и очень красивая девушка, пользуется вниманием у мужчин.
Андреа — моряк. Случайно встретившись, Анна и Андреа обручаются и много времени проводят вместе: целомудренная воскресная прогулка, обмен письмами, план пожениться как можно скорее.
Андреа отправляется в морское путешествие. Тем временем Анна ищет работу, чтобы иметь возможность скопить на приданое, но её красота является препятствием в трудоустройстве. В конце концов она находит работу модели, рекламирующей продукцию фотостудии. Там она встречает доктора Иллюминато, импресарио, который, несмотря на воспитанность, наличие жены и детей, пользуется ею. Но только Анна расплачивается за последствия: она теперь женщина, «скомпрометированная» этими отношениями.

## Критика
Критики нашли фильм стереотипным и неполноценным (и даже объявили его соцреализмом), второстепенной работой, лишённой видения реальности в сравнении с другими работами режиссера.

## В ролях
- Сильвана Пампанини : Анна Дзаккео
- Амедео Наццари : Доктор Иллюминато
- Массимо Джиротти : Андреа Грацци
- Умберто Спадаро : Дон Антонио Перкукоко
- Моника Клэй : синьорина Иллюминато
- Анна Галассо : синьорина Дзаккео
- Джованни Берарди : г-н Дзаккео
- Энрико Глори : владелец кинотеатра
- Энцо Маджио : фотограф